# Stihl
Andreas Stihl AG & Company KG ( [[[Média:|stiːl]]]IPA) je německý výrobce řetězových pil a jiných ručních energetických zařízení včetně křovinořezů a dmychadel. Jejich sídlo je ve Waiblingenu v Bádensko-Württembersku poblíž Stuttgartu v Německu. Stihl založil v roce 1926 Andreas Stihl, významný inovátor ve výrobě řetězových pil. Stihl prohlašuje, že je nejprodávanější [zdroj?] značkou motorových pil na světě [zdroj?] a jediným [zdroj?] výrobcem pil, který vyrábí vlastní pilové řetězy a vodicí lišty. Andreas Stihl AG je soukromá společnost vlastněná potomky Andreas Stihl. Stihl provozuje také soutěž Stihl Timbersports Series.  

## Historie společnosti
Andreas Stihl navrhl a ručně postavil první řetězovou pilu v roce 1926. Byla elektricky poháněna a vážila asi 64 kg. Název Stihl se brzy stal populárním a stal se také synonymem pro profesionální řetězové pily a brzy se stal jedničkou v prodeji pil na světě. Růst firmy Stihl byl zpočátku pomalý, protože řetězové pily zasáhly trh přibližně ve stejnou dobu jako velká hospodářská krize; s levnou pracovní silou a osvědčenými starými pilami nebylo motorové pily třeba. Byly také velmi těžké a často potřebovali dva muže, aby je ovládali. Pily Stihl používal Wehrmacht, zejména ve východní Evropě a Rusku, kde se řezalo dřevo pro obranné pozice.
Po válce dostupnost levného, silného hliníku, lepších konstrukcí a výkonnějších motorů znamenala, že pila Stihl se začala osvědčovat. Mnoho vylepšení designu vedlo „řetězovou pilu“ k tomu, aby se stala nástrojem každého majitele domu. Na počátku 70. let bylo k dispozici jen několik modelů řetězových pil Stihl. Plastový vstřikovací systém v továrně ve Virginia Beach je provozován nepřetržitě, takže se forma nezanáší. Šarže plastové zátky jsou před použitím testovány na kvalitu s povětrnostní komorou, která simuluje horké a chladné a pily jsou upuštěny z výšky, aby se zjistilo, zda dojde k ohybu nebo zlomení. Lisy použité pro tuto operaci mají sílu 385 tun.
Během 70. let při stavbě řetězových pil Stihl vstoupil na trh weedtrimmer \ brushcutter, který na několik let uzavřel smlouvu s japonskou společností jako dodavatelem, dokud Stihl neměl svůj vlastní model.

### Expanze
V polovině 70. let společnost Stihl rozšířila společnost o výrobní závody v Brazílii a ve Spojených státech. Velká část zvýšené poptávky pocházela ze stavebních a krajinářských trhů. Spolu s profesionálními trhy navrhl Stihl řadu zařízení pro domácí použití, jako jsou vyžínače a řetězové pily. V roce 2008 bylo v čínském Qingdao otevřeno nejnovější výrobní zařízení Stihl. V prosinci 2008 Stihl koupil výrobce karburátoru Zama, aby zajistil dodávku a vstoupil do nového obchodního segmentu s růstovým potenciálem.  

## Stihl Incorporated
Stihl Inc. je americkou dceřinou společností Stihl International GmbH a sídlí ve Virginii Beach ve Virginii . Stavba zařízení tam začala v roce 1974. Spolu s výrobními zařízeními jsou v areálu o rozloze 150 hektarů také sklady a administrativní budovy. Společnost Stihl Inc. zaměstnává téměř 2 000 zaměstnanců na 2 milionech čtverečních stop budov. Stihl International GmbH je dceřinou společností Andreas Stihl AG & Company KG.